# Brug 1021

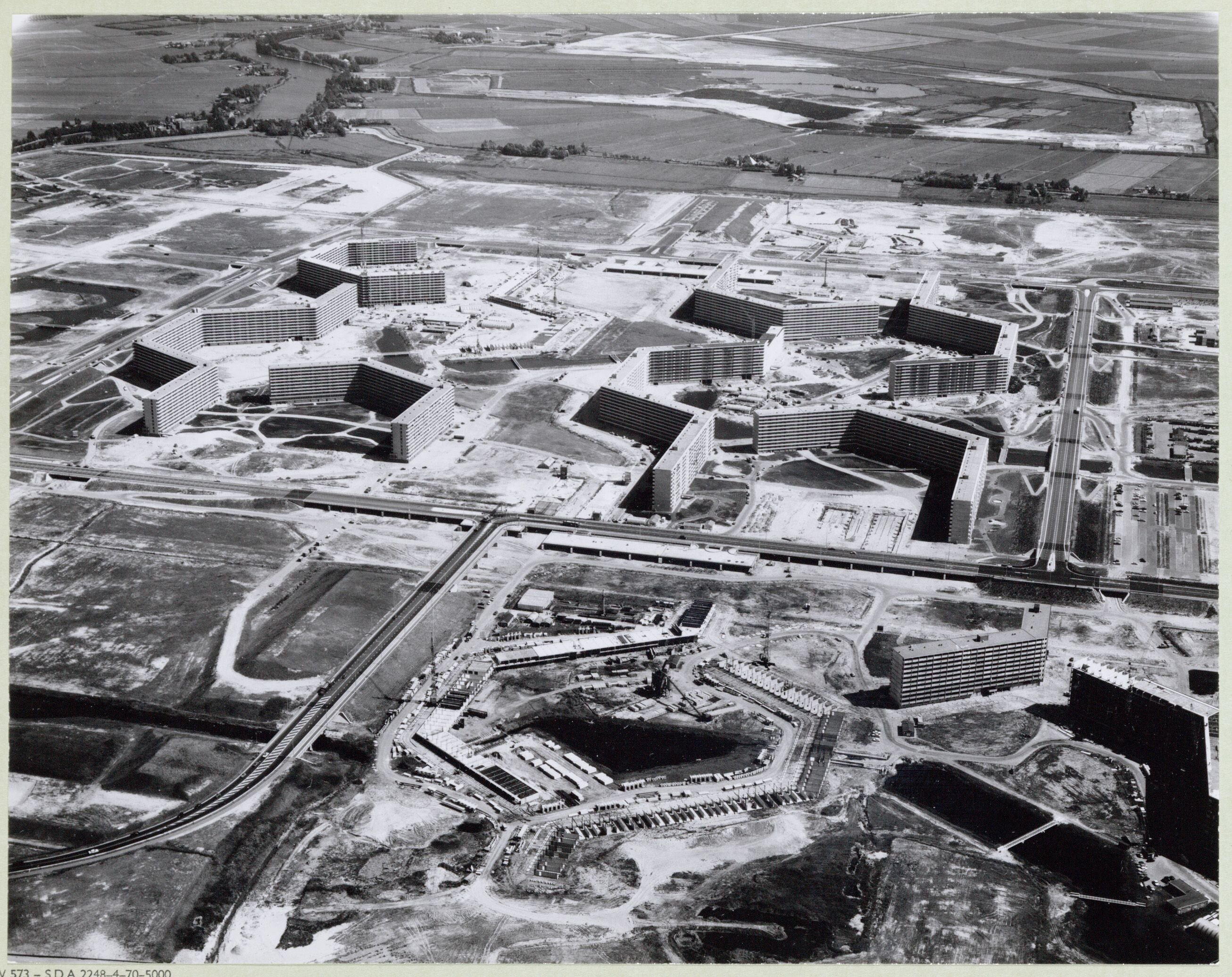
Brug 1021 net te zien, uiterst links van de rechte hoeken van Grunder, de meest linker honingraatflat (1970)

Brug 1021 was een bouwkundig kunstwerk in Amsterdam-Zuidoost.
Ze maakte vanaf 1966 deel uit van de infrastructuur van deze toen nog toekomstige woonwijk. Het viaduct stond er jarenlang ongebruikt bij. In de woonwijk werd een systeem van gescheiden verkeersstromen geïntegreerd. Snelverkeer werd afgewikkeld via dreven op een dijklichaam, langzaam verkeer werd afgewikkeld op straten en paden op maaiveld niveau. Om dit te kunnen realiseren was een groot pakket aan bruggen en viaducten nodig. Deze werden voor het merendeel ontworpen door architect Dirk Sterenberg voor of in samenwerking met de Dienst der Publieke Werken. Sterenberg ontwierp daarbij viaducten en bruggen in allerlei maten. Brug 1021 werd nog getekend als viaduct in de Bijlmerdreef toen deze nog oostelijk van flat Grunder was ingetekend. Echter kreeg de weg hier in 1971 de naam 's-Gravendijkdreef, alleen begaanbaar voor snelverkeer. Onder het viaduct liep het Gulden Kruispad voor voetgangers en fietsers dat van Grunder richting Bijlmerweide liep. 
De viaducten van Sterenberg zijn te herkennen aan de afgeronde randplaten, de standaard leuningen, de betegeling van de taluds en betonblokken op het wegdek, zo ook hier. 
Bij nieuw inzicht in de jaren negentig zag de Gemeente Amsterdam liever dat het oostelijke stuk van de Bijlmerdreef vanaf de Gooiseweg geen weg voor snelverkeer meer bleef, maar een brede stadsstraat met middenberm. In 2001 besloot de Gemeente Amsterdam ook het verkeerssysteem Bijlmerdreef en 's Gravendijkdreef af te graven en te verlagen. De buurten waren het hier deels mee eens, maar de definitieve herinrichting liet tot 2006 op zich wachten; de buurten wilden een meer groen karakter van de weg, passend bij hun wijken. Rond 2005 (werk begon eerder dan de uitspraak) betekende dat het eind voor brug 1019, brug 1020 en brug 1021. Waar op andere plekken een andere oplossing voor de kruising werd gevonden verdween deze geheel. Overigens verdween honingraatflat Grunder ook om in 2007-2008 plaats te maken voor laagbouw met hier en daar een hoogbouwaccent.
<<< · 1000 · 1001 · 1002 · 1003 · 1004 · 1005 · 1006 · 1007 · 1008 · 1009 · 1010 · 1011 · 1012 · 1013 · 1014 · 1018 · 1028 · 1029 · 1030 · 1032 · 1033 · 1034 · 1035 · 1036 · 1037 · 1038 · 1039 · 1040 · 1041 · 1044 · 1045 · 1046 · 1048 · 1049 · 1050 · 1051 · 1062 · 1063 · 1064 · 1065 · 1066 · 1067 · 1076 · 1077 · 1078 · 1083 · 1090 · 1092 · 1093 · 1094 · 1095 · 1096 · 1097 · 1098 · 1099 · >>>
Brugnummers  1015, 1016, 1017, 1019, 1020, 1021, 1022, 1023, 1024, 1025, 1026, 1027, 1031, 1042, 1043, 1047, 1052/1053 (niet gebouwd), 1054, 1055, 1056, 1057, 1058, 1059, 1060, 1061, 1068, 1069-1075, 1079, 1080, 1081, 1082, 1084-1088, 1089 en 1091 (onbekend) zijn niet meer vergeven. De meesten daarvan zijn gesloopt in verband met sanering Zuidoost. Alle bruggen lagen en liggen in Zuidoost behalve bruggen 1000 en 1002.